# Karla Linke

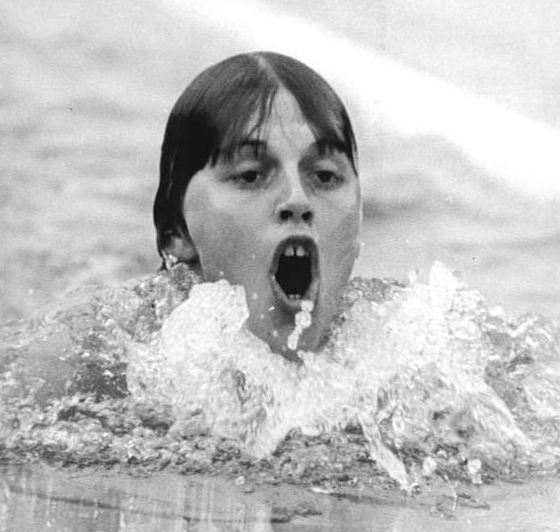

Karla Linke, född 29 juni 1960 i Dresden, är en tysk tidigare elitsimmerska som tävlade för Östtyskland.
Linke tävlade för SC Einheit Dresden och tillhörde i mitten av 1970-talet Östtysklands bästa simmare med topp vid EM 1974 då hon slog världsrekord och tog hem titeln på 200 meter bröstsim. Linke deltog i OS i Montréal 1976.
Hon var under en period bosatt i Sverige.

### Fotnoter
1. ↑  ”Karla Linke Bio, Stats, and Results - Olympics at Sports.reference.com”. sportsreference.com. Sportsreference. Arkiverad från originalet den 12 september 2015. https://web.archive.org/web/20150912012500/http://www.sports-reference.com/olympics/athletes/li/karla-linke-1.html. Läst 8 september 2015.